# Vaugines
Vaugines là một xã trong tỉnh Vaucluse thuộc vùng Provence-Alpes-Côte d’Azur ở đông nam nước Pháp. Xã này nằm ở khu vực có độ cao trung bình 750 mét trên mực nước biển.
Xã nằm ở sườn phía nam của dãy Luberon Massif. It là một very old and isolated village.
Vaugines có các ngôi nhà theo phong cách Provençal. Cảnh nông thôn quanh Vaugines đã được đạo diễn Claude Berri chọn làm bối cảnh quay các phim chuyển thể từ tiểu thuyết của Marcel Pagnol Jean de Florette và Manon des Sources.